# Georgetown (Alberta)
 (décembre 2022).
Pour les articles homonymes, voir Georgetown.
Georgetown est une ville fantôme de la province de l'Alberta, au Canada. Elle est située au pied du mont Rundle, près du bourg de Banff.

## Histoire
En 1901, l'exploitation du charbon de la ville d'Anthracite (en) est en déclin. Des inondations et d'autres problèmes affectent les opérations minières depuis que la Canadian Anthracite Coal Company a fermé sa mine en 1890. La Georgetown Coal Company décide de faire un autre tentative dans la région de Banff, et ouvre un nouveau filon de charbon au pied du Mont Rundle. En 1912, la nouvelle communauté minière de la Vallée Bow commence ses activités.
Les conditions à Georgetown sont considérées comme bonnes par rapport à d'autres communautés de mineurs de charbon comme Anthracite. Le magasin local de la compagnie stocke tous les produits de première nécessité, et tout ce qui n'est pas en stock peut être commandé. Cependant, la compagnie a le monopole du commerce dans la ville : tous les mineurs sont obligés d'acheter leurs provisions au magasin de la compagnie. L'eau courante et l'électricité sont fournies dans les maisons, mais  ces dernières n'ont pas de toilettes intérieures, car elles sont considérées comme un luxe. Les salaires des mineurs sont très bas, à peine 3 dollars cabnadiens par jour.
Cependant, après le début de la Première Guerre mondiale en 1914, les finances de la Georgetown Coal Company commencent à s'effondrer. Trois ans après l'installation des premiers mineurs, la mine de Georgetown ferme. Avant la fermeture, la ville était pleinement fonctionnelle, servant de foyer à environ 200 personnes, avec aussi des cottages, une salle communautaire et un bureau de poste. Lorsque la mine ferme, la plupart des mineurs partent vers les villes voisines de Canmore, Crowsnest Pass ou Drumheller. Aujourd'hui, on peut encore trouver les fondations de certains des bâtiments de l'ancienne ville. Il est possible de visiter le site en été.